# Liste der Bürgermeister von Jockgrim
Die Liste der Bürgermeister von Jockgrim umfasst alle Bürgermeister, die seit 1719 die Ortsgemeinde Jockgrim regierten.

## Bürgermeister 1719 bis 1972
- 1719: Jakob Gebhard
- 1728: Anthony Reiß
- 1737: Franz Blando
- 1743: Hans Martin Weigel
- 1744: Philipp Jakob Kuhn
- 1747: Albert Gebhard
- 1782: Christian Schwein
- 1783: Jakob Weixel
- 1784: Georg Adam Reiß
- 1786–1787: Johann Dionys Gebhard
- 1788: Georg Martin Werling
- 1790–1791: Joh. Mich. Ochsenreither
- 1791–1792: Dionys Gebhart
- 1792–1796: Georg Martin Werling
- 1798: Josef Schwein (?)
- 1799–1800: Christoph (?) Welzenbach
- 1800–1807: Franz Schwein
- 1808–1812: Joh. Mich. Ochsenreither
- 1813: Josef Delbe
- 1813–1817: Josef Schwein
- 1817–1819: Jakob Töppe
- 1819–1835: Josef Schwein
- 1835–1837: Johann Mich. Schwein
- 1838–1848: Josef Schwein
- 1848–1857: Martin Gruber
- 1857–1863: Michael Josef Berdel
- 1863–1868: Franz Keiber
- 1868–1871: Georg Michael Werner
- 1871–1874: Franz Ludwig Ochsenreither
- 1875–1879: Franz Thomas Dreyer
- 1879–1899: Franz Josef Keiber II.
- 1899–1904: Franz Anton Schloß
- 1904–1909: Franz Josef Keiber
- 1909–1915: Johann Deutsch
- 1915–1924: Valentin Fenrich
- 1924–1933: Eduard Reiß
- 1933–1934: Ludwig Kuhn
- 1934–1939: Emil Theisinger
- 1939–1945: Jakob Werner
- 1945: Richard Sitter
- 1945–1946: Jakob Winschel
- 1946–1948: Otto Fuhr
- 1948–1964: Alois Fenrich
- 1964–1972: Richard Werling[1]

## Ortsbürgermeister seit 1972
- 1972–1999: Helmut Schloß (CDU)[1]
- 1999–2004: Konrad Milli (CDU)
- 2004–2014: Jörg Scherer (Bürger für Jockgrim)
- 2014–2024: Sabine Baumann (CDU)
- 2024–0000: German Guttenbacher (CDU)